# Țicleni
Țicleni  est une ville de Roumanie, du județ de Gorj de la région historique d'Olténie, actuellement région de développement Sud-Ouest-Olténie.

## Situation géographique
Țicleni est situé sur les contreforts des Carpates du Sud au bord de la vallée de Depresiunea Târgu Jiu dans une vallée du côté gauche de la rivière Jiu. La capitale du département, Târgu Jiu, est à environ 20 km au nord-ouest.

## Historique
Un document de 1612, délivré à Târgoviște, décrit les limites de la ville de Tunşi , qui y est maintenant incorporée 
La ville, longtemps rurale, s'est industrialisée au XXe siècle, quand des gisements de pétrole et de gaz y ont été découverts. Après la fin de la Seconde Guerre mondiale, ils ont été exploités à grande échelle, ce qui a entraîné un essor économique, de la région. Outre l'extraction de pétrole brut et de gaz naturel, les industries les plus importantes sont la transformation du bois et des aliments et l'agriculture (y compris l'arboriculture fruitière et la viticulture).

## Population
Lors du recensement de 2011, 5205 habitants ont été dénombrés, dont 5185 roumains et 17 roms. En 1930, environ 2600 habitants vivaient dans la ville actuelle, dont environ 50 Roms. En 2011, sur une population de 4414 personnes enregistrées, 4267 roumains, 53 roms.

## Réseau routier
Țicleni est situé sur la route départementale DJ675, n'a pas de connexion ferroviaire. Il existe des liaisons en bus vers Târgu Jiu.

## Lieux et monuments

### Vallée de Gorj

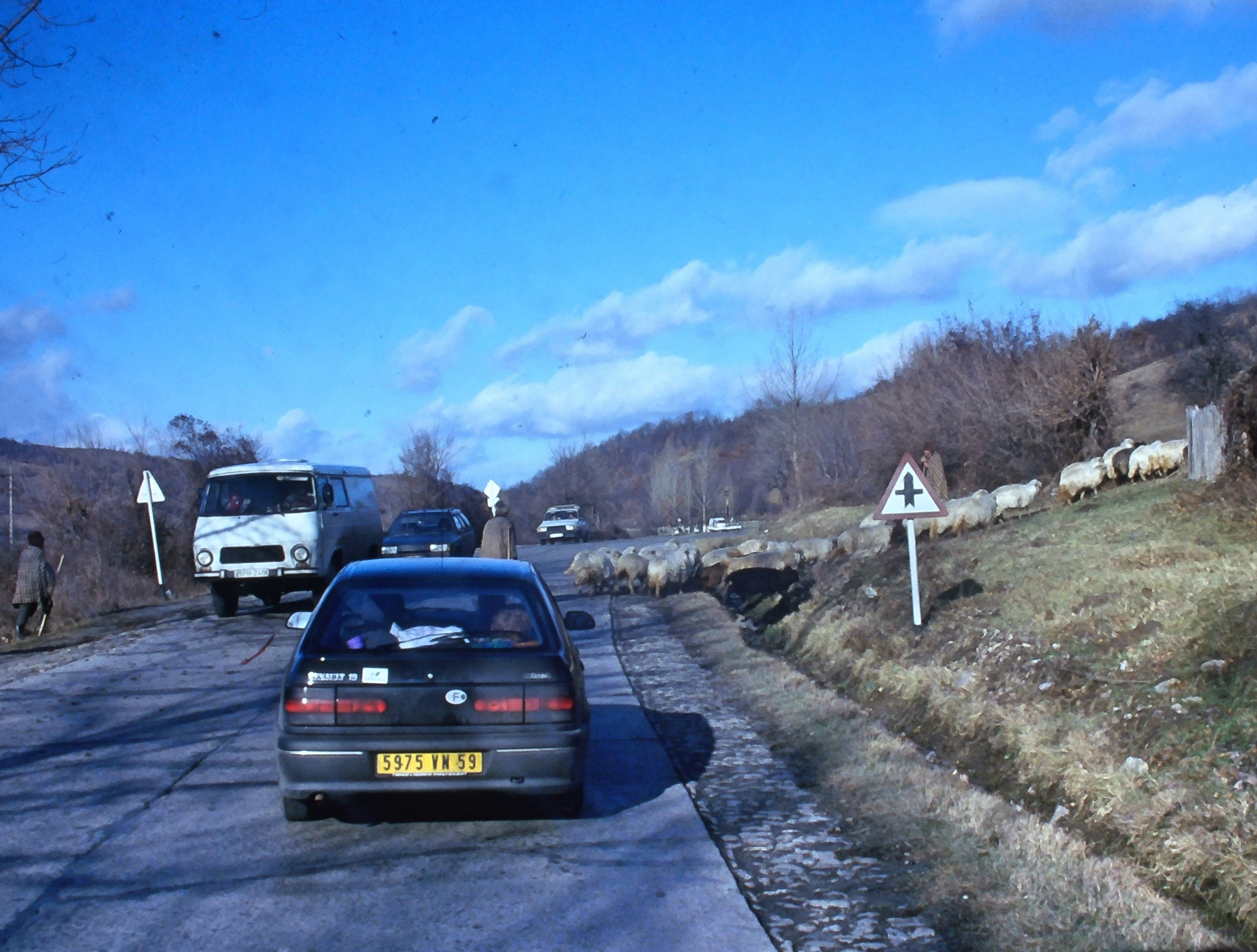
Axe routier en vallée de Gorj
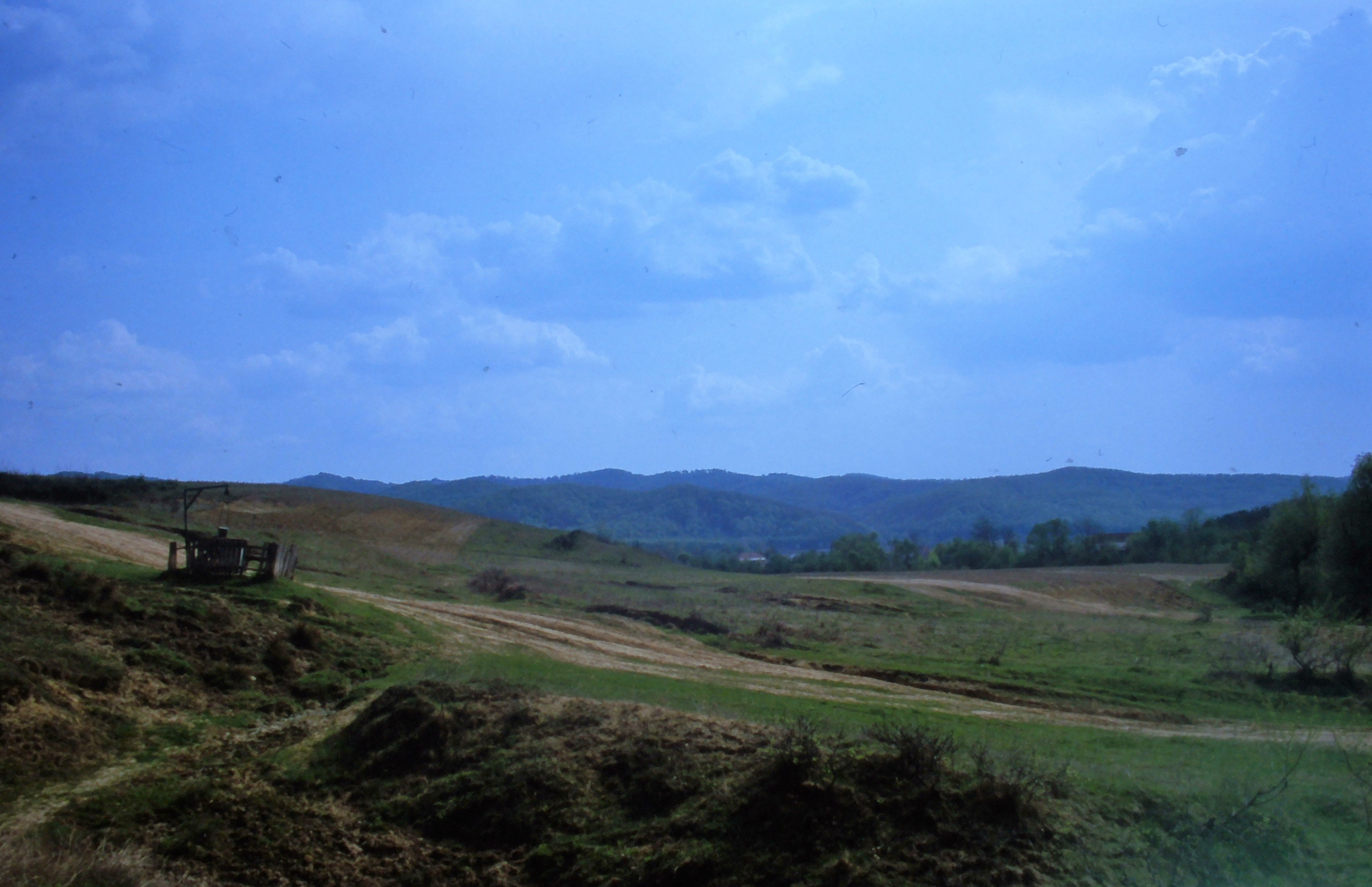
Vallée de Gorj

### Le village

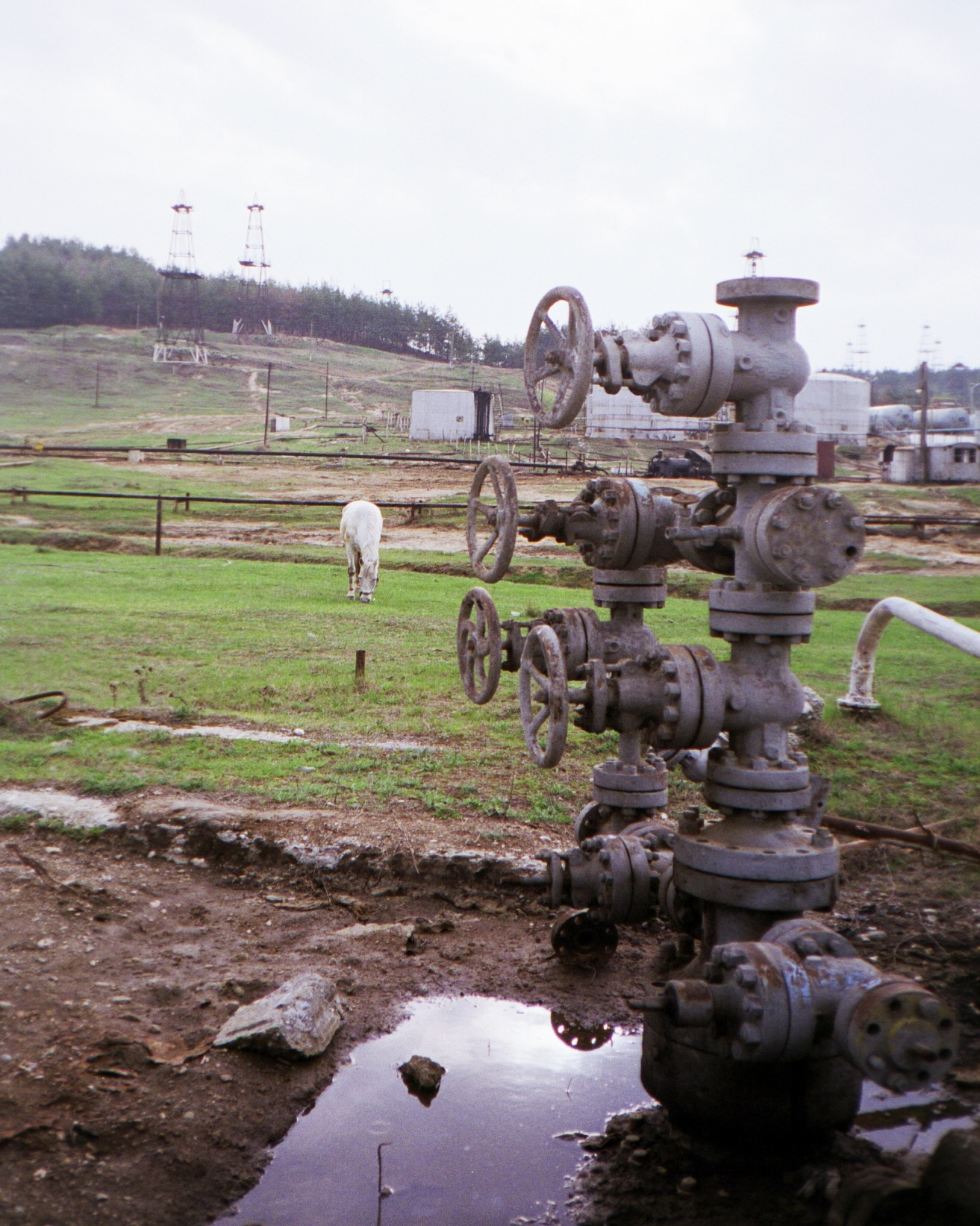
Un des pipelines du village
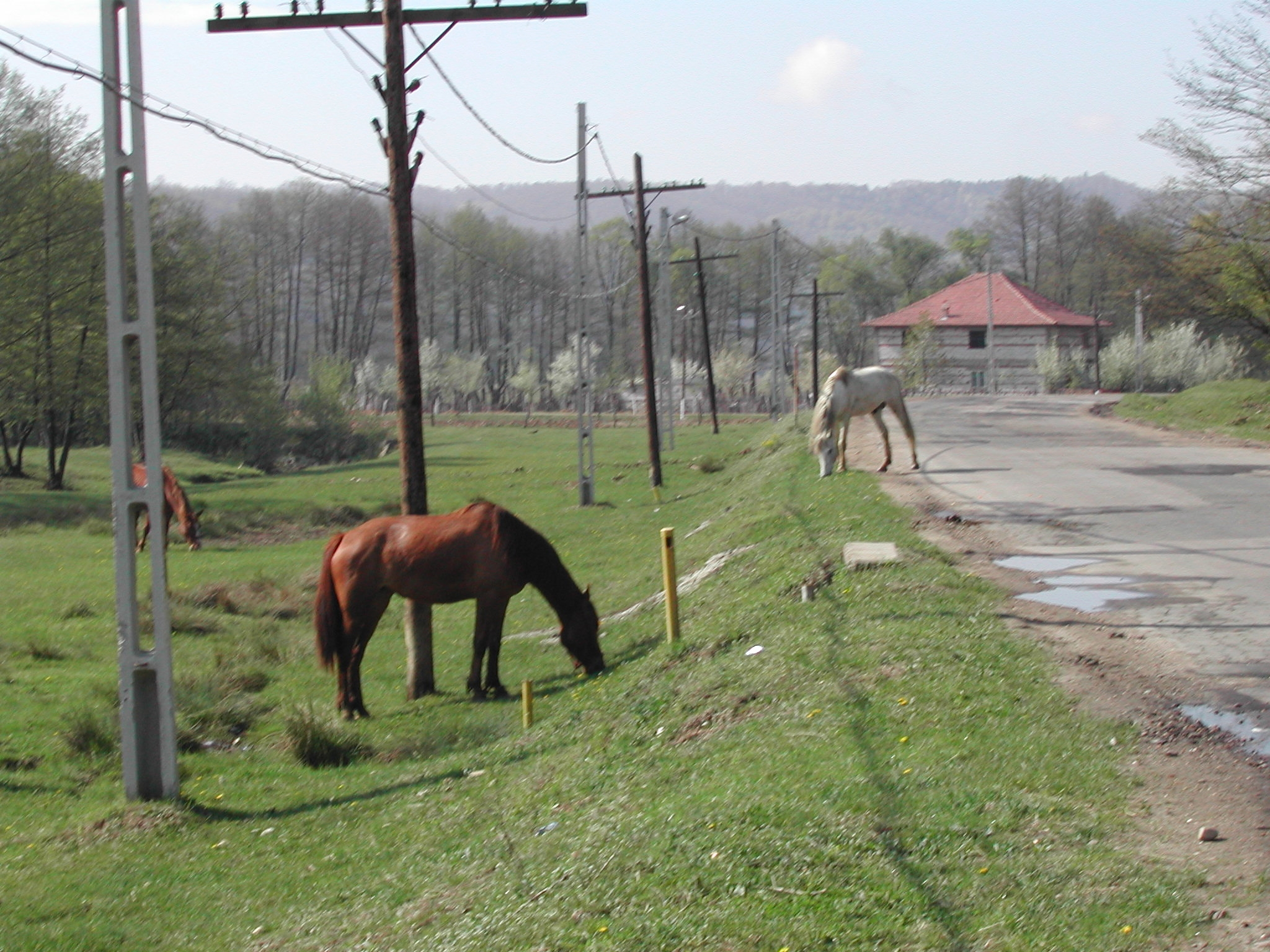
La rue principale
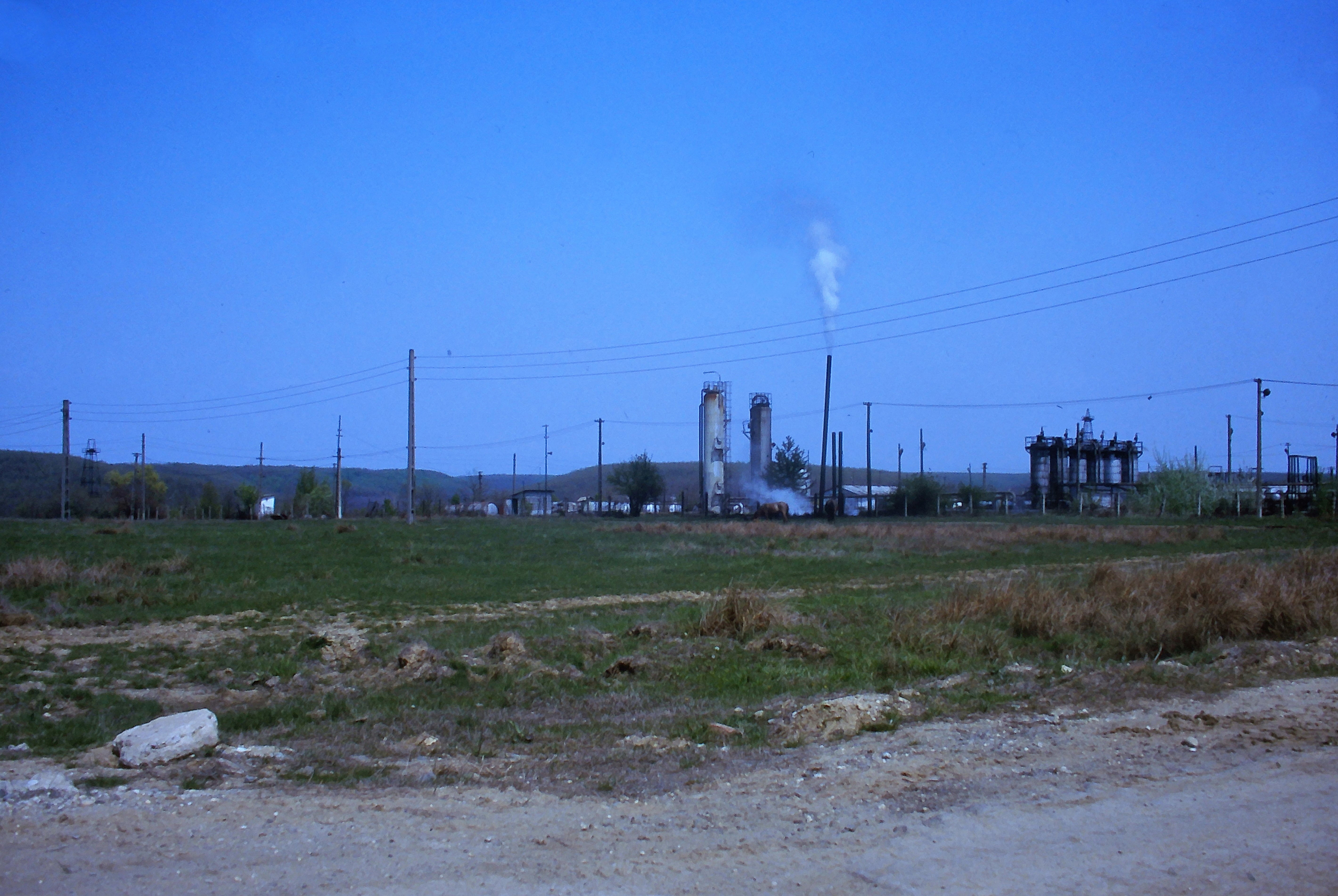
Les puits de pétrole